# 金缕梅鞣素
金缕梅鞣素（英語：hamamelitannin）是一种有机化合物，化学式C20H20O14，可见于北美金縷梅、枫香树等物种。